# Andrey Moiseev
Andrey Sergeyevich Moiseev (em russo:  Андрей Сергеевич Моисеев; Rostóvia do Dom, 3 de junho de 1979) é um pentatleta russo. Foi campeão olímpico nos Jogos de 2004, em Atenas, e em 2008, em Pequim.

## Recordes
- Tiro — 1036
- Espada  — 1000
- Natação — 1376
- Hipismo — 1032
- Corrida — 1036